# IC 2987
IC 2987 је спирална галаксија у сазвјежђу Велики медвјед која се налази на листи објеката дубоког неба у Индекс каталогу.
Деклинација објекта је + 38° 48' 48" а ректасцензија 12h 3m 24,6s. Привидна величина (магнитуда) објекта IC 2987 износи 14,6 а фотографска магнитуда 15,4. IC 2987 је још познат и под ознакама MK 44, CGCG 215-18, KUG 1200+390, PGC 38088.